# Tretalsmystik

Borromeiska ringarna som symbol för treenigheten

Tretalsmystik bygger på att talet tre är heligt i många kulturer och återkommer ständigt i sagor, myter och legender. I många kulturer är de jämna talen en symbol för det materiella, som jorden och kroppen, medan de ojämna talen symboliserar det andliga såsom livet och själen. Talet tre är vad man får om man adderar det första ojämna talet med det första jämna, och därmed får det en extra magisk innebörd. 
Inom kristendomen finns till exempel treenigheten, de tre vise männen och inte minst Jesus (död vid 33 års ålder) som återuppstår på den tredje dagen. I antik grekisk-romersk tro fanns tre ödesgudinnor, som också återkommer som Urd, Skuld och Verdandi i fornnordisk mytologi. I sagorna måste den käcke ynglingen ofta överleva tre faror innan han når sin prinsessa. "Guldlock och de tre björnarna" och "De tre bockarna Bruse" är väl kända. Även Pythagoras såg i den grekiska antiken talet tre som heligt.